# Caterina (cràter)

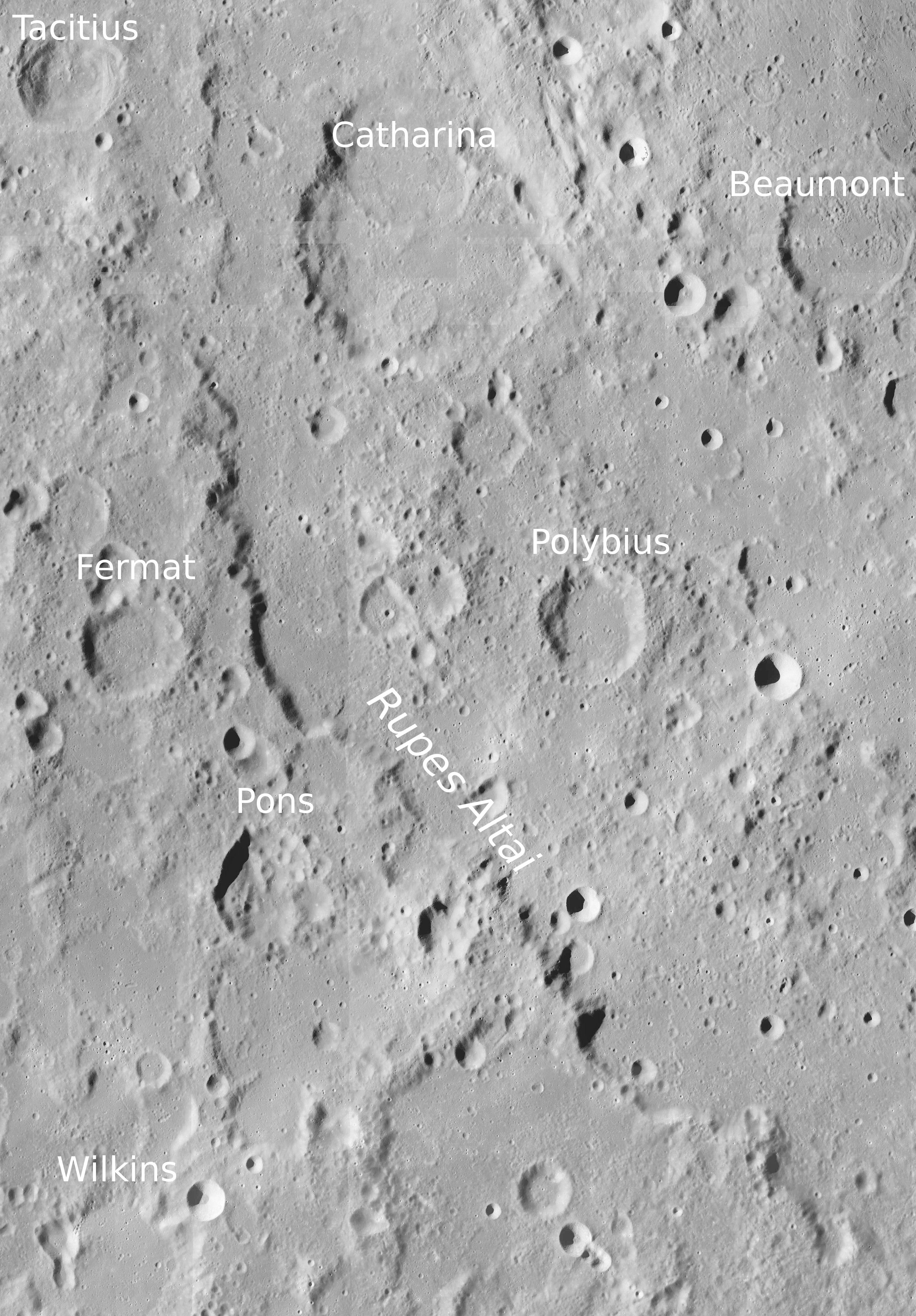
Fotografia de la missió Lunar Reconnaissance Orbiter

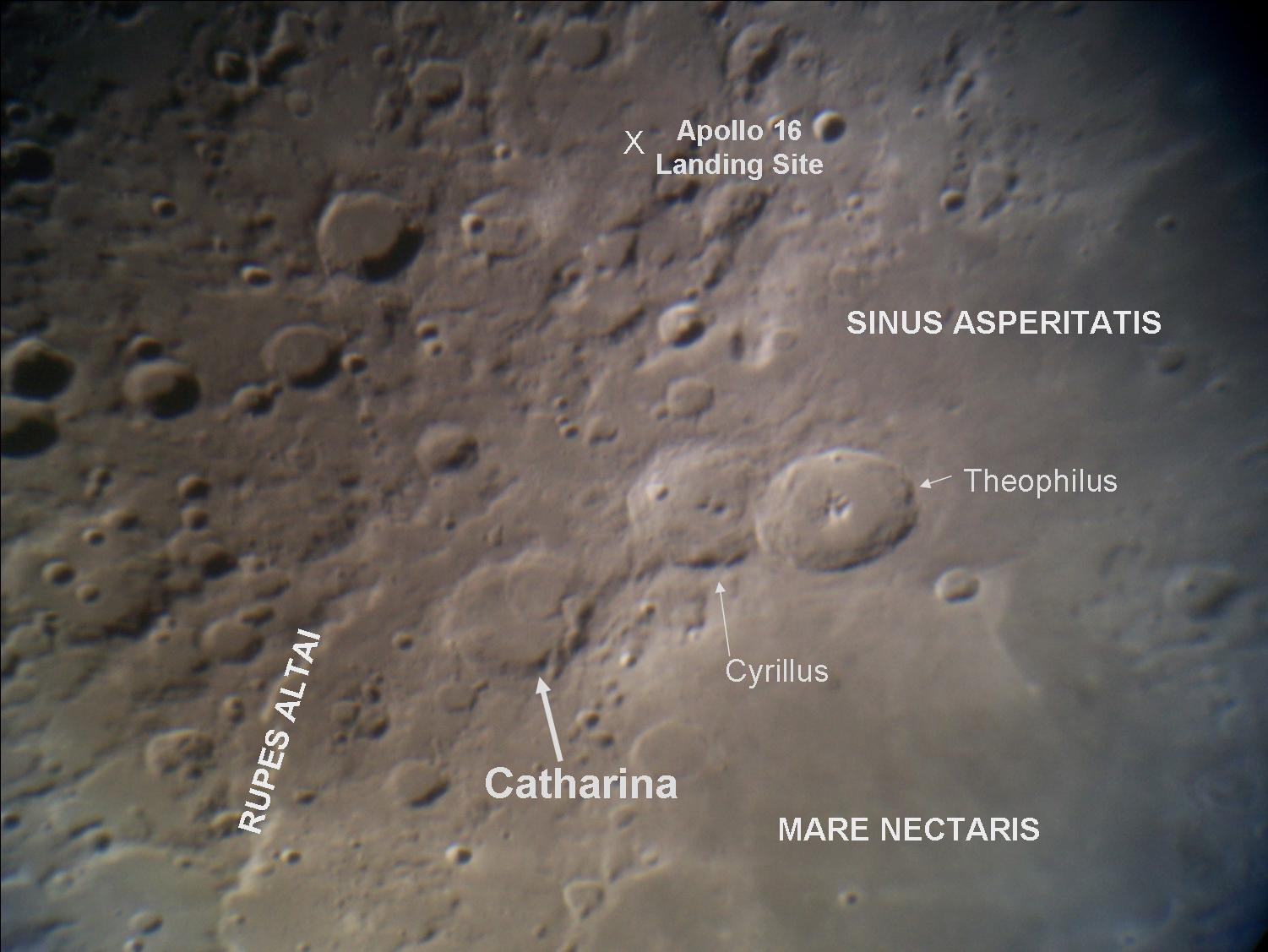
Localització de Caterina

Caterina és un antic cràter d'impacte lunar situat a les terres altes del sud. Es troba en un tram accidentat del terreny entre el Rupes Altai a l'oest i la Mare Nectaris a l'est. A l'oest-nord-oest apareix el cràter Tàcit. El cràter Beaumont inundat de lava es troba a l'est, al costat de la riba de la Mare Nectaris. Al sud-sud-est es troba Polibi.
Amb els grans cràters Ciril i Teòfil en el nord, Caterina forma una agrupació prominent que està emmarcada per la corba de la Rupes Altai. Junts formen un element notable quan el sol està en un angle baix respecte a la superfície lunar. També hi ha una clara diferència en les edats d'aquests tres cràters, amb un augment significatiu de l'edat que s'incrementa de nord a sud.
La vora de Caterina apareix molt desgastada i irregular, amb la major part de la paret nord incisa per l'anell del cràter Caterinan P. La paret nord-est està profundament afectada per diversos cràters més petits. La paret interior no conserva cap terraplenament, i la rampa exterior ha estat erosionada gairebé per complet. El sòl és relativament pla i consistent, amb un nervi corb format per Caterina P i les restes d'un cràter més petit situat prop de la paret sud. El pic central ha desaparegut per complet.

## Cràters satèl·lit
Per convenció aquests elements són identificats en els mapes lunars posant la lletra en el costat del punt central del cràter que està més prop de Caterina.
|          | \| Caterina \| Coordenades \| Diàmetre \| \| -------- \| ------------------------------------ \| -------- \| \| A \| 20° 12′ S, 22° 18′ E / 20.2°S,22.3°E \| 14 km \| \| B \| 17° 00′ S, 24° 18′ E / 17.0°S,24.3°E \| 24 km \| \| C \| 20° 18′ S, 24° 24′ E / 20.3°S,24.4°E \| 28 km \| \| D \| 16° 48′ S, 21° 24′ E / 16.8°S,21.4°E \| 9 km \| \| E \| 17° 06′ S, 21° 18′ E / 17.1°S,21.3°E \| 7 km \| \| F \| 19° 30′ S, 23° 06′ E / 19.5°S,23.1°E \| 7 km \| \| G \| 17° 24′ S, 24° 54′ E / 17.4°S,24.9°E \| 17 km \| \| H \| 19° 12′ S, 25° 24′ E / 19.2°S,25.4°E \| 6 km \| \| J \| 19° 24′ S, 22° 12′ E / 19.4°S,22.2°E \| 6 km \| \| K \| 20° 00′ S, 23° 54′ E / 20.0°S,23.9°E \| 7 km \| \| L \| 21° 00′ S, 24° 18′ E / 21.0°S,24.3°E \| 5 km \| \| M \| 19° 12′ S, 20° 42′ E / 19.2°S,20.7°E \| 6 km \| \| P \| 17° 12′ S, 23° 18′ E / 17.2°S,23.3°E \| 46 km \| \| S \| 18° 48′ S, 23° 18′ E / 18.8°S,23.3°E \| 16 km \| |          |
| Caterina | Coordenades | Diàmetre |
| A        | 20° 12′ S, 22° 18′ E / 20.2°S,22.3°E | 14 km    |
| B        | 17° 00′ S, 24° 18′ E / 17.0°S,24.3°E | 24 km    |
| C        | 20° 18′ S, 24° 24′ E / 20.3°S,24.4°E | 28 km    |
| D        | 16° 48′ S, 21° 24′ E / 16.8°S,21.4°E | 9 km     |
| E        | 17° 06′ S, 21° 18′ E / 17.1°S,21.3°E | 7 km     |
| F        | 19° 30′ S, 23° 06′ E / 19.5°S,23.1°E | 7 km     |
| G        | 17° 24′ S, 24° 54′ E / 17.4°S,24.9°E | 17 km    |
| H        | 19° 12′ S, 25° 24′ E / 19.2°S,25.4°E | 6 km     |
| J        | 19° 24′ S, 22° 12′ E / 19.4°S,22.2°E | 6 km     |
| K        | 20° 00′ S, 23° 54′ E / 20.0°S,23.9°E | 7 km     |
| L        | 21° 00′ S, 24° 18′ E / 21.0°S,24.3°E | 5 km     |
| M        | 19° 12′ S, 20° 42′ E / 19.2°S,20.7°E | 6 km     |
| P        | 17° 12′ S, 23° 18′ E / 17.2°S,23.3°E | 46 km    |
| S        | 18° 48′ S, 23° 18′ E / 18.8°S,23.3°E | 16 km    |